# Eulophidae
Eulophidae je velika familija opnokrilastih insekata, sa preko 4,300 opisanih vrsta u 300 rodova. Familija uključuje rod Elasmus, koja se ranije tretirao kao posebna porodica, „Elasmidae”, a sada se tretira kao potporodica Eulophidae. 

## Spoljašnje veze
- Neotropical Eulophidae
- Key to Nearctic eulophid genera Архивирано 2016-12-01 на сајту
- Family Eulophidae description
- Fauna Europaea
- Nomina Insecta Nearctica
- Ponent Spanish. Images.
- Universal Chalcidoidea Database on the UF / IFAS  Featured Creatures web site
- Cirrospilus ingenuus, a citrus leafminer parasitoid
- Diglyphus spp., dipteran leafminer parasitoids
- Semielacher petiolatus, a citrus leafminer parasitoid